# Hemileuca eglanterina
Espèce
Hemileuca eglanterina est une espèce de lépidoptères hétérocères de la famille des Saturniidae présente en Amérique du Nord.

## Répartition
Hemileuca eglanterina est présent en Californie, notamment à l’ouest de la Sierra Nevada et dans les montagnes côtières comme la chaîne des Cascades.

## Description
L’espèce vole de jour et est présente durant l’été. La chenille se nourrit des plantes des espèces Ceanothus, Rhamnus et de Rosacées,.
Son envergure varie entre 55 et 85 mm. Ses ailes sont roses avec une marque jaune au milieu. Les chenilles sont noires avec des épines jaunes devenant orange le temps passant. La tête de la chenille est orange-brun.

## Liste des sous-espèces
Selon GBIF (7 juillet 2023) :
- Hemileuca eglanterina annulata Ferguson, 1971
- Hemileuca eglanterina eglanterina Boisduval, 1852
- Hemileuca eglanterina shastaensis (Grote, 1880)
- Hemileuca eglanterina shataensis Behrens, 1880

## Systématique
Le nom valide complet (avec auteur) de ce taxon est Hemileuca eglanterina Boisduval, 1852.
Hemileuca eglanterina a pour synonymes :
- Hemileuca boisduvali Oberthür, 1914
- Hemileuca denudata Neumoegen, 1891
- Hemileuca eglanteriae Herrich-Schäffer, 1858
- Hemileuca harrisi Oberthür, 1914
- Saturnia eglanterina Boisduval, 1852